# 山田貢司
山田 貢司（やまだ こうじ、1961年11月11日 - ）は、日本のベーシスト、音楽プロデューサー、作詞家、作曲家、編曲家。元レベッカ、MAGICAL ORANGE、PassPort to Heavenのメンバー。
埼玉県浦和市（現・さいたま市）出身。実妹は、レベッカのボーカルであるNOKKO。

## 略歴
浦和市立南高等学校（現・さいたま市立浦和南高等学校）を卒業。1982年2月より、レベッカでベースを担当した（1983年1月まで）。
1991年、ソロアルバムを発売する。1995年より、音楽プロデューサーとして活動。
2013年2月、波動学講習会を開催。

## ディスコグラフィ

### アルバム

#### オリジナル・アルバム
|                             | 発売日                      | タイトル                    | 規格                        | 規格品番                    |
| 日本コロムビア / TRANSISTER | 日本コロムビア / TRANSISTER | 日本コロムビア / TRANSISTER | 日本コロムビア / TRANSISTER | 日本コロムビア / TRANSISTER |
| --------------------------- | --------------------------- | --------------------------- | --------------------------- | --------------------------- |
| 1st                         | 1991年10月21日              | PLANET LOU-ZEEN             | CD                          | TRCJ-3001                   |

## 楽曲制作・参加作品
※特記しないものはプロデュース
奥井雅美
- 『Gyuu』（スターチャイルド）※演奏
- 「虹のように」（スターチャイルド）※演奏

かまやつひろし
アレンジ・演奏、ライブツアーギタリスト
チエ・カジウラ
- 「…だけど ベイビー!!／穴だらけのHEAVEN」（SPEEDSTAR RECORDS）※アレンジ・演奏
- 「恋がおちた／RANDOM GOOD BOY」※作編曲・演奏[4]
- ライブツアー　※ギタリスト
- 『LOOP HOLE』（SPEEDSTAR RECORDS）※作編曲・演奏

NOKKO
- 「Natural/Jump a little higher」（Sony Records）
- 『RHYMING CAFE』（Sony Records）
- ライブツアー※ギタリストも担当
- 「天使のラブソング」（Sony Records）※MV制作
- 「恋はあせらず／GO GO HAPPY DAY」（Sony Records）※MV制作も担当[5]
- 「水の中の小さな太陽／昼下がりのイヴ」（BMGジャパン）[6]
- 「水の中の小さな太陽」※MV制作[7]
- 「春雪うさぎ／やさしい雨」（アリスタジャパン）[8]
- 『Viaje』（アリスタジャパン）

Fire Bomber
- 「君に届け→」※編曲
- 「fall」※編曲
- 「LOVE IT」※編曲

FUNNY GENE
- 『Melting Colors』（キングレコード）※作編曲

MAGICAL ORANGE
- 「Go Go Happy Day」（ワーナーミュージック・ジャパン）※MV制作も担当
- 「Big Blue Marble」※MV制作

村上“ポンタ”秀一
- 『Welcome to my life』（ビクター）〜M2〜 ※ボーカルディレクション担当

### その他
城郭復元ジオラマテーマ音楽
（木暮武彦と共同）